# Skyline Tower
Skyline Tower, dříve známý jako Court Square City View Tower, je obytný mrakodrap ve čtvrti Long Island City ve čtvrti Queens v New Yorku. Budova dosáhla plánované výšky v říjnu 2019, čímž překonala One Court Square a stala se nejvyšší budovou v Queensu a zároveň nejvyšší budovou na Long Islandu s výškou 237 m. V říjnu 2021 byla výškově překonána dokončeným mrakodrapem The Brooklyn Tower. Stavba Skyline Tower byla dokončena v červenci 2021.

## Architektura
Budovu vyprojektovala forma Hill West Architects, stavbu provedla společnost  United Construction & Development Group. Ve věži je 802 bytů rozmístěných v 68 patrech budovy. Spíše než na tradiční kupce luxusních kondominií na Manhattanu se projekt snaží přilákat kupce, kteří hledají více prostoru za nižší cenu a jsou ochotni akceptovat umístění ve vnější čtvrti. Ceny bytů se proto pohybují od 500 000 do 4 milionů dolarů, což je výrazně méně než u srovnatelných bytů na Manhattanu. K vybavení patří fitness centrum s bazénem, sauna a lázně, místnost pro jógu, prádelna, dětská herna a několik salonků pro obyvatele. Developeři také věnovali 16 milionů dolarů na výstavbu nového vstupu do stanice newyorského metra Court Square-23rd Street v dolní části budovy.

## Historie
Citigroup kontrolovala areál od osmdesátých let 20. století, kdy jej získala do vlastnictví během výstavby One Court Square a menšího Two Court Square. Ačkoli Citi plánovala na tomto místě postavit třetí kancelářskou věž, v roce 2015 se společnost rozhodla, že potenciální prostory nepotřebuje a že pozemek je cennější jako stavební místo. Citi proto najala společnost JLL, aby pozemek o rozloze 780 000 čtverečních stop (72 464 m²) prodala, a o několik měsíců později prodala parcelu developerovi Chrisi Xuovi z Flushing v Queensu za 143 milionů dolarů.
V únoru 2016 bylo původně podáno povolení k výstavbě 79patrové věže, která by dosahovala výšky 963 stop (294 m), avšak vzhledem k blízkosti letiště LaGuardia v Long Island City Federální letecký úřad rozhodl, že budova nesmí být vyšší než 232 m, aniž by ohrožovala přistávající letadla. V důsledku toho byla stavba snížena na současnou výšku 232 m. V září 2016 developer Chris Jiashu Xu refinancoval staveniště půjčkou 100 milionů dolarů od Bank of China.
Koncem roku 2017 byly na staveništi zahájeny základové práce. V červenci 2018 získali developeři financování ve výši 502 milionů dolarů od konsorcia bank vedeného společností JPMorgan Chase, což bylo historicky největší financování soukromého developerského projektu v Queensu.  Do konce roku 2018 byly dokončeny základové práce a budova vyrostla do šestého patra. V květnu 2019 byl zahájen prodej projektu, jehož cílem bylo prodat více než 1 miliardu dolarů, což byl pro Queens rekord. Budova byla dokončena v říjnu 2019.

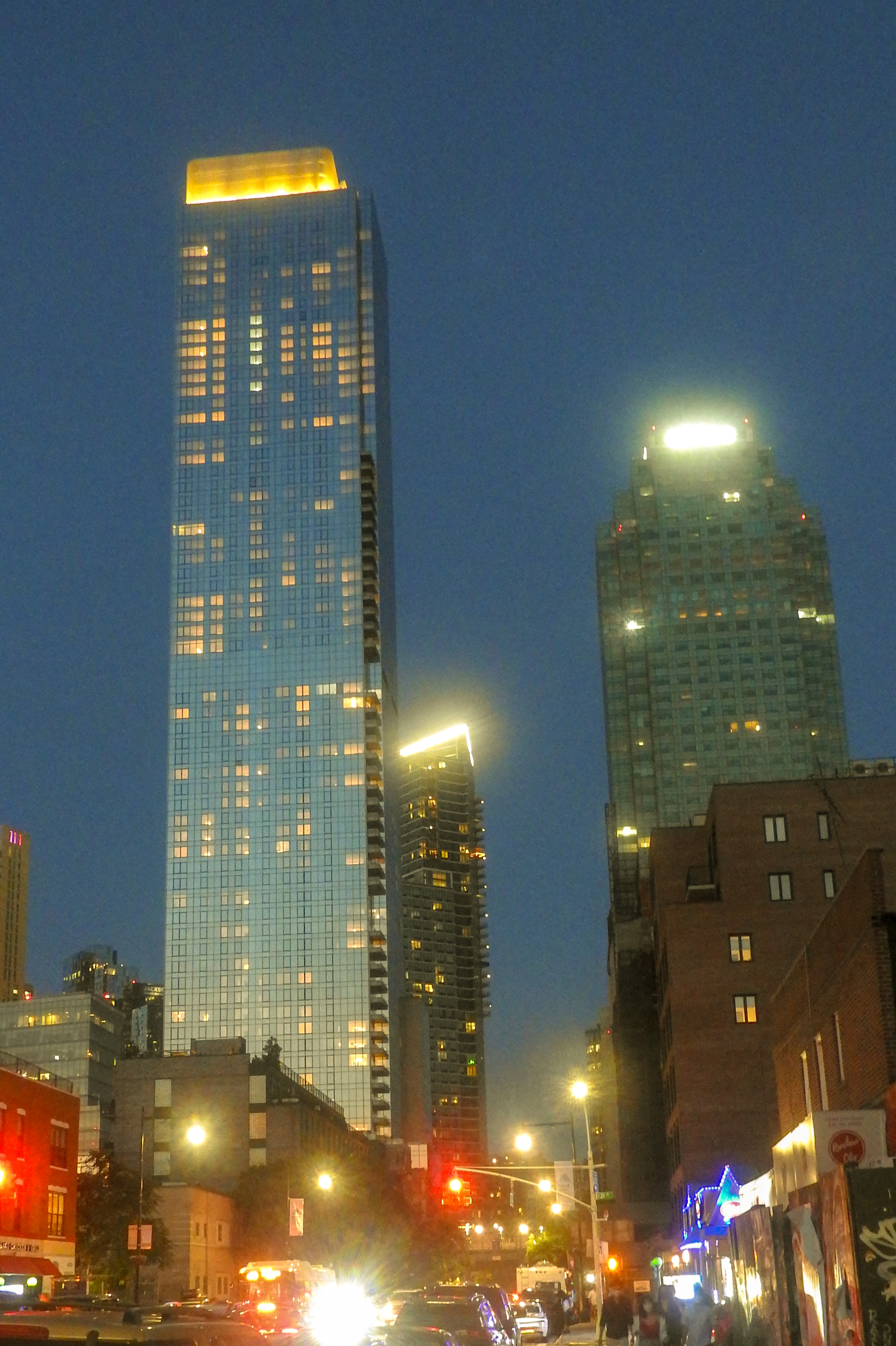
Od západu, červenec 2021

Budova Skyline Tower byla dokončena v červenci 2021. Developeři budovy přistavěli výtah ve stanici Court Square-23rd Street a do budoucna plánovali další výtah. Polovina bytů v budově byla prodána do září 2021. Během roku se ve Skyline Tower prodalo více bytů než v jakékoli jiné luxusní stavbě ve městě.

## Kontroverze
V červenci 2022 podalo devadesát kupců jednotek v budově Skyline Tower stížnost newyorskému generálnímu prokurátorovi, že úspěch budovy byl potenciálním kupcům zveličován, přičemž se odvolávali na finanční výkazy ke konci roku, které vykazovaly pouze 42% obsazenost oproti 60% obsazenosti, kterou tvrdil obchodní a marketingový zástupce budovy. Makléřská společnost jejich tvrzení zpochybnila a uvedla, že údaj 60 procent zahrnuje i jednotky ve smluvním vztahu.
Kromě údajného zkreslování prodejních čísel si majitelé stěžovali na nedokončenou výstavbu, opožděné opravy, záplavy, konstrukční vady a nedostatek vybavení. Původní stížnost se také odvolávala na letáky, které šířili zaměstnanci budovy a kteří požadovali spravedlivé odměny a benefity.
Během výstavby v roce 2019 Metropolitní dopravní úřad obvinil developery Skyline Tower poté, co došlo k zaplavení stanice metra Court Square. Lokální potopu, která málem smetla jednoho cestujícího na koleje, způsobilo zřícení stavební překližkové stěny po bouřce.